# Architecture of a God
Architecture of a God é o oitavo álbum da banda italiana de power metal Labyrinth, lançado em 21 de abril de 2017 pela Frontiers Records. É o primeiro álbum desde Return to Heaven Denied Pt. II: "A Midnight Autumn's Dream" (2010), marcando seu maior intervalo sem álbuns.

## Contexto
Em 2014, o vocalista Roberto Tiranti deixou o Labyrinth para focar em uma carreira solo, e Mark Boals foi escolhido como seu substituto. Em 2016, entretanto, a banda anunciou que estava trabalhando em um novo álbum a ser lançado pela Frontiers Music Srl em 2017 e a ser gravado com a reunião dos membros fundadores Olaf Thorsen e Andrea Cantarelli nas guitarras, com Roberto nos vocais principais, John Macaluso (ex-Ark, Yngwie Malmsteen, James LaBrie, Riot, Starbreaker e TNT) na bateria, Oleg Smirnoff (ex-Vision Divine, Eldritch, Death SS) nos teclados e Nik Mazzucconi no baixo.
O reencontro foi sugerido pela gravadora, que ligou para Andrea e Olaf e insistiu para que eles voltassem a trabalhar juntos para revisitar seu "som clássico". Olaf relutou no início, mas acabou aceitando o convite.
Em fevereiro de 2017, o título, a lista de faixas e a capa do álbum foram revelados.

## Lista de faixas
| Faixas de Architecture of a God |                                                    |         |  |
| N.º                             | Título                                             | Duração |  |
| 1.                              | "Bullets" (Balas)                                  | 6:56    |  |
| 2.                              | "Still Alive" (Ainda Vivo)                         | 4:49    |  |
| 3.                              | "Take on My Legacy" (Enfrente Meu Legado)          | 4:04    |  |
| 4.                              | "A New Dream" (Um Novo Sonho)                      | 5:22    |  |
| 5.                              | "Someone Says" (Alguém Diz)                        | 4:44    |  |
| 6.                              | "Random Logic" (Lógica Aleatória)                  | 1:55    |  |
| 7.                              | "Architecture of a God" (Arquitetura de um Deus)   | 8:40    |  |
| 8.                              | "Children" (Crianças)                              | 4:07    |  |
| 9.                              | "Those Days" (Aqueles Dias)                        | 5:14    |  |
| 10.                             | "We Belong to Yesterday" (Nós Pertencemos a Ontem) | 6:32    |  |
| 11.                             | "Stardust and Ashes" (Poeira de Estrelas e Cinzas) | 5:16    |  |
| 12.                             | "Diamond" (Diamante)                               | 3:28    |  |
| Duração total:                  | Duração total:                                     | 61:07   |  |

## Créditos
Fonte:
- Roberto Tiranti - vocais
- Andrea Cantarelli - guitarras
- Olaf Thörsen - guitarras
- Nik Mazzucconi - baixo
- Oleg Smirnoff - teclados
- John Macaluso - bateria
- Simone Mularoni (DGM) - mixagem[8]

## Recepção da crítica
| Críticas profissionais  | Críticas profissionais |
| Avaliações da crítica   | Avaliações da crítica  |
| Fonte                   | Avaliação              |
| ----------------------- | ---------------------- |
| Metal Hammer Italia     | 90/100                 |
| Metal Hammer (Alemanha) | 3/7                    |

Escrevendo para a Metal Hammer Italia, Stefano Giorgianni reconheceu que a banda não é a mesma de antes, mas ainda assim elogiou a atuação geral, incluindo a dos novos integrantes Nik, Oleg e John, e disse que a banda escreve "poesia transposta para música, com composições que transcendem gêneros e chegar diretamente ao coração”.
Escrevendo para a edição alemã da revista, Katrin Riedl não ficou tão impressionada, comparando o álbum desfavoravelmente com o lançamento anterior da banda, que ela acreditava ter mais poder e mais elementos progressivos misturados ao seu power metal.